# Чуриково (Мошковское сельское поселение)
Чуриково — деревня в Торжокском районе Тверской области. Входит в состав Мошковского сельского поселения.

## История
На 1853 год деревня Чурикова Мошковской волости Новоторжского уезда имела 12 дворов.
В 1914 году относилась к приходу церкви Рождества Богородицы села Упирвичи.
До 1995 года деревня входила в Булатниковский сельсовет Торжокского района.
До 2005 года деревня входила в Булатниковский сельский округ.

## Транспорт
Через деревню следует один автобусный маршрут № 116 «Торжок-Булатниково». В километре севернее деревни расположена станция Пожитово.

## Население
| 2010 |
| ---- |
| 46   |